# Allopachria paolomazzoldii
Allopachria paolomazzoldii är en skalbaggsart som beskrevs av Wewalka 2010. Allopachria paolomazzoldii ingår i släktet Allopachria och familjen dykare. Inga underarter finns listade i Catalogue of Life.